# Susan Wagner
Susan Lynne Wagner es una economista, empresaria e inversora estadounidense. Fue cofundadora y ejecutiva de BlackRock, una de las mayores empresas de administración de inversiones del mundo, con más de $4 900 millones de dólares bajo administración en 2014. Wagner fue una estratega clave en BlackRock y ha sido incluida en varias listas entre las mujeres más importantes del mundo, como Forbes, Crain Comunications, Financial Times o Fortune.

## Biografía
Nacida en el seno de una familia judía, Wagner creció en el área de Chicago. Se graduó en 1982 con honores en el Wellesley College con un BA en Inglés y Economía, y ganó un MBA en Finanzas en la Universidad de Chicago en 1984. Está casada y es madre de tres hijos.

## Carrera
Tras su paso por la Universidad, Wagner se unió al banco de inversión Lehman Brothers en Nueva York. Durante sus años en Lehman trabajó en fusiones y adquisiciones, productos de ingresos fijos, y desarrolló sus conocimientos en adquisiciones estratégicas. En 1988, Wagner y su amigo Ralph Schlosstein dejaron Lehman para unirse a Blackstone Financial Group. Más tarde, Blackstone cambió su nombre a BlackRock.
Wagner ha ocupado muchos puestos directivos en la compañía que fundara: agente operativa, responsable de fusiones y adquisiciones, jefa de inversiones y segunda CEO de BlackRock. Entre las empresas con las que ha negociado figuran Quellos, Merrill Lynch Investment Management y Barclays Global Investors. Antes de apartarse de BlackRock, Wagner expandió la compañía a Asia, Oriente Medio y Brasil. Y tras apartarse de la primera línea de BlackRock,  sigue en el consejo asesor de la compañía.
En mayo de 2014, Wagner participó en el Wellesley's  Class, un foro de dirección de empresas.
En julio de 2014, Wagner fue nombrada consejera de Apple Inc., reemplazando a William Campbell. Wagner es una de las pocas mujeres de Apple en su consejo y con poder real.